# کایماشا
کایماشا (انگلیسی: Kaymasha) یک شهرک در شهرستان یانائولسکی استان باشقیرستان کشور روسیه است.